# 超新星フラッシュマン
『超新星フラッシュマン』（ちょうしんせいフラッシュマン）は、1986年3月1日から1987年2月21日まで、テレビ朝日系列で毎週土曜18:00 - 18:25（JST）に全50話が放送された、東映制作の特撮テレビドラマ、および作中で主人公たちが変身するヒーローの名称。

## 概要
本作品では、幼少期に宇宙人にさらわれた5人を主人公とし、従来の地球を守る戦いのほかに、彼らの親捜しもストーリーの中心となっている。また、主人公たちは宇宙育ちゆえに、地球の常識に戸惑うというのも本作品の特徴である。
企画書に記された本作品の狙いは、以下の3つ。
- ヒーローを天涯孤独で、家族のぬくもりを知らない身の上とする。「5人の親は誰なのか？」という設定は、主要視聴者である子供にとってもっとも興味があり、共感を呼ぶ設定である。
- 20年ぶりに故郷の星を見て感動に震える若者たちの姿を通じて、自然と生命の大切さを訴える。
- 明るくさわやかな面を強調する。背負った運命の重さに負けず、日々を力強く生きる主人公たちの姿を描く。

当時の東映作品にはテレビアニメ『超電磁マシーン ボルテスV』などの長浜ロマンロボシリーズからの系譜で敵方のドラマを緻密に描くという傾向があったが、今度は「ヒーロー側」のドラマを緻密に描こうという方向性が生まれた。5人が親を探すという設定は、1981年の訪日調査開始をきっかけに社会的関心を集めていた中国残留日本人孤児の問題がテーマの1つとして取り入れられたものである。一方、主人公側のドラマが厚くなることに合わせ、敵側はコンパクトな組織とされた。敵側のドラマへの関わりは薄く、大博士リー・ケフレンの野望に集約されている。
作品の大きな特徴としては2号ロボットの登場が挙げられる。第15話で当初からの主力だったフラッシュキングが大破し、同機体に代わって第17話 - 第18話からタイタンボーイと、その強化機体であるグレートタイタンが活躍する。この新ロボ登場劇は当時すでにアニメ作品でも取り入れられつつあったものの、スーパー戦隊シリーズでは初であった。作品に複数体のロボットが登場する構図は、「マシンロボ」「トランスフォーマー」などの影響とも言われている。巨大ロボを新規で登場させるとスーツやミニチュアの製作が絡んで億単位の経費が掛かることからリスクは高かったが、もはや1体のロボットキャラクターだけで1年間の番組を維持できる時代ではなかった旨を、鈴木武幸は語っている。新ロボットの登場は番組企画時点で決定しており、登場時期の検討が春ごろまで続いていたとされる。その結果、以後のシリーズでは追加ロボットの登場が必須となった。
もう1つのアニメを意識した演出に、ヒーローのマスクが開閉して素顔が見えるシャットゴーグルがある。当時、マスクの前面すべてを展開させることは無理だったので、ゴーグル部分のみ開閉するようになっている。スーツアクターではなく変身前を演じる役者に合わせて5つの専用マスクが製作され、シャットゴーグルの場面でのみ使われた。
『バトルフィーバーJ』以降のスーパー戦隊シリーズは2月開始が定番であったが、1か月間隔を置いて開始していたメタルヒーローシリーズが同年度の『時空戦士スピルバン』では4月開始となったことから、本作品も前作『電撃戦隊チェンジマン』を4話分延長して3月開始となった。

## あらすじ
時は地球暦1966年。全宇宙を旅し、さまざまな生体改造実験を続けてゆく改造実験帝国メス。その指揮下にあるエイリアンハンターの一団は、辺境の星・地球でも現地生物の収集を行った。その中には、地球人の子供たちも含まれていた。さらわれた幾人もの子供たちのうち、わずかに5人だけが異星人フラッシュ星人に救われ、遠く離れたフラッシュ星系の5つの星で分かれて育てられた。
それから20年。成長した5人は自分たちをさらったメスが地球侵略を計画していることを知り、養親の制止を振り切って地球に帰還、親子の絆を引き裂いたメスへの怒りとともに地球を守るべく、過酷な環境のフラッシュ星系で鍛えられた強靭な体とフラッシュ星のテクノロジーで超新星フラッシュマンとして戦う。
メスの脱走者であり、フラッシュ星人の英雄タイタンの遺志を伝えたレー・バラキや、20年前に失踪した子供の行方を追うべく独力でタイムマシンを作り上げた時村博士とその一家の支援・協力を得ながら、彼らはメス撃退と肉親捜しという困難な課題に立ち向かっていく。
しかしフラッシュ星人の養親が彼らの帰還に反対したのには理由があった。英雄タイタンがそうだったように、フラッシュ星系で育った者は強靭な戦士だが、フラッシュ星系を長期間離れると反フラッシュ現象を発症し他の星の環境に適応できなくなり、やがて命を落としてしまうからであった。
生命維持のためフラッシュ星へ帰還するタイムリミットを背負うことになってしまったフラッシュマンの5人。
タイムリミットが迫る中、サラが時村博士の娘と判明するが、メスを壊滅させるために全て時間を使いきってしまい、念願の両親との再会は果たせなかった。フラッシュマンは、いつか再び戻ってくると誓いながら地球を離れるのだった。

## 登場人物

### 超新星フラッシュマン
1966年、地球に改造実験帝国メス配下のエイリアンハンターが襲来した際に、改造実験の生命体サンプルとして誘拐された子供たちの中の五人がフラッシュ星人によって救われ、フラッシュ星で保護・成長した若者たち。異星人の養父母の元で育てられた彼らは、20年後の1986年、地球にメスの魔の手が迫っていることを知り、三機のマシンとスペースシップを奪い地球へ帰還、超新星フラッシュマンとなって改造実験帝国メスの野望に立ち向かう。
5人は各自が育った星より転送される強化服プリズムスーツをまとって変身する。厳しい自然環境で育ったため、どんな小さな物音でも感知できたり、目隠しをしながらでも戦えるほど感覚が鋭い。
当初、5人はフラッシュ星の衣裳をまとっていたが、20話から地球の衣服を着用するようになる。
ジン
フラッシュマンのリーダー。23歳。高度な文明を持つフラッシュ星本星で科学技術を学び、「星の穴」という試練場で数々の戦闘訓練を積んだ。その結果、科学に精通し、剣術とバイクの操縦技術などのメカの扱いを得意とするようになる。
3歳の時にエイリアンハンターに誘拐されたため、自分の名前と誕生日が11月22日であることを覚えている。左胸には誘拐当時の傷跡が残っており、そこをレー・ワンダに見破られて苦戦を強いられた。
戦士としての使命感や責任感が強く、ストイックな人物であり、チーム内ではリーダーであると同時に兄貴的存在。地球に来た当初は家族探しよりも地球防衛を第一としていた。バラキ曰く「フラッシュ星の英雄タイタンのような男」。
第38話ではフラッシュ星で定めた誕生日を皆に祝ってもらった。
レッドフラッシュ
ジンが変身する戦士。額のプリズムはルビー。プリズム聖剣を用いた剣技と、射撃やオートバイの操縦テクニックを得意とする。

ダイ
サブリーダー的存在。22歳。岩石や鉱物に覆われた惑星グリーンスターで育ったために生身でも驚異的な怪力を誇る。地球でボクシングに興味を持ち、自らの戦闘スタイルに取り入れた。
一見無口で無愛想だが、実は愛嬌がある好青年。麺類が好き。女性に弱い。トランペットが得意。獣戦士ザ・ギーライの光線を受けて物が逆さに見えるようになったり、ジンが柔道大会に飛び入り参加した際にはトンチンカンな応援をし仲間に制止されるなどコミカルなエピソードが多く描写された。
自分と特殊な力の繋がりがある少女スミレが自分の妹ではと思うが、スミレは8年前に亡くなっており、彼女が幽霊だったことを知る。
グリーンフラッシュ
ダイが変身する戦士。額のプリズムはエメラルド。自身よりも大きな物も持ち上げる怪力と、ボクシングスタイルを得意とする。

ブン
20歳。荒涼とした高温の砂漠惑星ブルースターで育てられたことで、30日くらいなら水一杯で生きていけるサバイバリビティの高さと強い精神力、垂直の壁を登る驚異的な瞬発力と俊敏性を持っている。
子供っぽい性格な上、女性にはめっぽう弱いが、根性は人一倍。
ブルーフラッシュ
ブンが変身する戦士。額のプリズムはサファイア。サバイバル技術を応用した格闘戦と、アクロバティックな素早い攻撃を得意とする。
ブルーフラッシュのプリズムのみ、他とは変わったV字型になっている。

サラ
20歳。極寒の雪と氷の惑星イエロースターで育ったために寒さに強い。
頭の回転が速く、洞察力と分析力に優れたチームの作戦参謀格。普段は冷静だが、喜怒哀楽の激しい性格から猪突猛進する思い込みが激しい傾向もある。素直な感情は地球に来てから表すようになった。メカいじりが得意。高い運動能力を持つ。秋の季節には恋を願う女性の面を見せた。
終盤で時村博士の娘であると判明したが、劇中で親子の名乗りをすることはなく、いつかまた地球に帰れることを信じていたので後悔はしていなかった。
イエローフラッシュ
サラが変身する戦士。額のプリズムはトパーズ。敵に有効な攻撃を導き出し、武器やメカの取り扱いにも優れている。

ルー
20歳。地球の重力の6倍強い星ピンクスターで育ったため、重力を遮断する能力を持ち、地球ではジャンプどころか空中を移動するくらい朝飯前の身の軽さを見せる。
男勝りで感受性豊か。エネルギーの消費が激しく、食いしん坊な反面、味音痴だが、ザ・グルメス事件において、鹿島夫人の指導で味噌汁を作れるようになる。サラとはフラッシュ星にいたころからの親友であり、戦闘では抜群のコンビネーションを見せる。第35話では共にピアノ演奏を披露。
第12話では、ザ・パワブルに懐かれてしまうが、それを通じて、獣戦士も被害者であることを知り、メス打倒の決意を新たにした。
ピンクフラッシュ
ルーが変身する戦士。額のプリズムはダイヤモンド。高い跳躍力を活かした空中殺法や、格闘術を用いる。

### フラッシュマンの協力者
マグ
フラッシュマンをサポートする高性能ロボット。元々ラウンドベースの警備ロボットで、フラッシュマンを侵入者と見なして排除しようとしたが、警備プログラムが記録されたディスクをフラッシュマンに外され、その後フラッシュマークの入ったディスクをセットされて協力者となる。目から麻痺光線を放ち、腹部にモニターがある。
性格は口うるさく、お調子者の面も。特訓や壊れたメカの修理、料理などをこなすが、栄養面しか考慮せずに作るため、家庭的な料理の腕はイマイチ。1度は失敗したが5人のプリズムを強化し、戦力アップに貢献した。
- 企画時の名称はジジであった。また、『超電子バイオマン』に登場したピーボのNGデザインを元にリファインしたものである。

時村博士（）
第8話より登場する科学者。20年前に生まれたばかりの子供をエイリアンハンターにさらわれ、その時に子どもに関するほとんどの記憶を失わされてしまい、真実を知るために過去に戻ろうとタイムマシンの研究を行なっており、タイムマシン1号で20年前の1964年東京オリンピック開会式を戻る途中で目にしている。家族構成は妻の節子（）と2人の娘みどりとかおり。フラッシュマンを見守り時にピンチを救う、5人にとっては共通の親というべき存在。実は5人のうちの1人が自分の子であることが終盤で明らかとなる。

英雄タイタン
第18、19話に登場。フラッシュ星の伝説の英雄。はるか昔からメスと戦っていたが、反フラッシュ現象で弱体化し、レー・バラキにフラッシュタイタンを託して果てた。バラキの回想内のみの登場。

レー・バラキ
第17話 - 第19話に登場。メス幹部として造られた改造生命体だったが、100年前に英雄タイタンに助けられたことで友情を結びメスを裏切る。タイタンがメスの猛攻に倒され死ぬ直前、タイタンの乗機であるフラッシュタイタンを自分の跡継ぎへ渡して欲しいと託された。そしてメスがいずれ地球を狙うだろうというタイタンの予想から地球に来訪、地下深くに潜りフラッシュタイタン内の冷凍睡眠で眠っていた。
フラッシュタイタンと同テクノロジーで作られたフラッシュキングの敗北に感応し、冷凍睡眠システムが解除。フラッシュタイタンに乗って、フラッシュマンの元に現れ、彼らにフラッシュタイタンを託し、ジンにはタイタンの面影を見る。メスに捕らえられながらもジンたちにフラッシュマンに関わる重要な秘密（反フラッシュ現象）を伝えるべく、命乞いをしてでも生き延びようとするが、ザ・ドレイクに操られてしまう。ジンの活躍で元に戻るが、カウラーの鞭で致命傷を負い、秘密を伝えることが出来ないままジンに看取られて息を引き取り、ジンたちの手で墓が作られた。
- ネフェルやワンダの先輩格にあたるメス幹部であったことから、少し年寄りっぽくしており、メス幹部の共通の意匠であるツノを付けている。爬虫類系やニシキヘビの遺伝子が組み込まれている感じにしている。

フラッシュ星人
エイリアンハンターにさらわれた5人を助け、育ててきた養父母。極めて高い科学水準を持ち、移動基地ラウンドベースや5人の武装を作った。ジンたちを戦士として厳しく育てる一方で彼らの誕生日を決めるという優しい面も持つ。冒頭、地球へ帰郷する彼らに「行くな」と何度も呼びかけ制止するが、理由は反フラッシュ現象であると後に判明する。
- デザイン画では男に「クエスタ」、女に「スピカ」と名が付いていたが、「クエスタ」の部分には打ち消し線が引かれており、実作品で両者の名前が明かされることはなかった。マスクはラテックス製である。

## フラッシュマンの装備・戦力

### 共通装備・技
プリズムフラッシュ
フラッシュマンの5人が左腕に装備している変身・通信用のブレス。「プリズムフラッシュ！」のかけ声をかけながらしゃがんだ後、立ち上がってブレスを着けた左腕を胸の前にかざす。するとプリズムスーツが転送され、最後に「シャットゴーグル！」の合図でヘルメットのゴーグルが降りて、変身を完了する。「フラッシュ！」の掛け声で攻撃力もある閃光（目くらまし光線）を発することも可能。
フラッシュスーツ
変身時に、フラッシュ星系にある各戦士の出身星から転送・装着される強化服。材質は特殊素材プリズムテックスで、100度の温度差にも耐える。スーツのエネルギーは、頭部のプリズムがフラッシュ星系からのパワーを受けて変換している。そのため、フラッシュ星系が惑星直列を起こすことでパワー相殺を起こすと、スーツもエネルギーを失うという弱点を持つ。額のプリズムから個人武器を取り出す。ゴーグルは開閉が可能。男性と女性でゴーグルの形が違っている。
第32話で、マグがヘルメットのプリズムを粉末結晶カプセルに入れてフラッシュタイタンの動力炉を用いての2万度の高温と50万気圧の圧力で強化したことで変換効率が上がりパワーアップを果たした。
- デザインでは、ボディラインを締めるため首周りから脚にかけて黒いラインが入れられている。全体の共通ディテールとして黒がボディに取り入れられたのは、『電子戦隊デンジマン』以降のプレックスがデザインを担当した作品では初めてである。
- シャットゴーグルの撮影では、俳優は床に寝た状態で、特効スタッフがワイヤーを引いてゴーグルを閉じている。

プリズムシューター
5人の標準装備である万能武器。通常時は強力なレーザーを放つ光線銃形態で、銃本体は剣に、ホルスターと銃のスコープが小型の盾にそれぞれ変形する。また銃とホルスターを合体させ、玩具限定の形態であるライフルモードにできる。銃モードでは、厚さ10ミリメートルの鋼鉄を0.01秒で貫通する。
プリズムビーム
5人共通の能力。額のプリズムからビーム光線を放つ。使用頻度は少ない。

### バル砲
各メンバー専用の大型エネルギー砲。
レッドバル
レッドフラッシュ専用のバル砲。5人のバル砲の中で最も高い破壊力を持つ。
ローリングバルカンの中核を形成。
グリーンバル
グリーンフラッシュ専用のバル砲。各バル砲はパルス連続発射により、戦車も破壊できる威力がある。
ローリングバルカンの左部分を形成。
ブルーバル
ブルーフラッシュ専用のバル砲。
ローリングバルカンの右部分を形成。
イエローバル
イエローフラッシュ専用のバル砲。
ローリングバルカンの下部分を形成。
ピンクバル
ピンクフラッシュ専用のバル砲。
ローリングバルカンの上部分を形成。
ローリングバルカン
5つのバルを合体させたガトリング砲型回転砲。レッドの「イエローフラッシュ、サーチ」の合図を受けたイエローが目標を捕捉して「O.K」と発言。レッドの「ローリングバルカン」の発声と共に、五色の回転しながら渦巻くプリズムの破壊エネルギーを発射。一撃で倒せない場合は連続発射することもある。フラッシュプリズムのパワーアップによって、フラッシュ星系からのパワーも充填できるようになり、威力も強化された。
- 劇中では5人がかりで担いでいるが、撮影用のプロップも非常に重く、支柱がないと支えられないほど困難な作業が要求される物だった。砲身の回転は人力によるものだが、デジタル映像加工技術のない当時では画面に映りこんだスタッフの姿を除去できないため、背後のスタッフが映らないようカメラアングルを斜めにした上で、プロップにつなげた10メートルの鉄棒を黒バックの裏から人力でスタッフが回したという。

### 個人武器・技
レッドフラッシュ
プリズム聖剣
レッドフラッシュが持つ、額のプリズムエネルギー製の鍔がない両刃剣。地球のあらゆる物質を切断できる切れ味を誇る。
剣にプリズムエネルギーで作り出した炎の力を加えて切り裂くファイヤーサンダーという技が使える。第13話では空中のイエローフラッシュを踏み台にしての2段ジャンプからファイヤーサンダーを放つスペシャルスーパーサンダーという合体技を披露。第32話でパワーアップしてからは十文字斬りのスーパーカッターが使えるようになった。ザ・ゼラギル戦ではワンダのキラーセイバーと組み合わせて発生させたスパークでゼラギルに寄生された仲間たちを解放し、ゼラギルに二刀流での一撃を叩き込んだ。
熱線サーチ
壁の向こうを透視する能力。相手が発した微かな熱をも感知し、熱像として捕捉する。
銃
変身前のジンが使用する専用銃。

グリーンフラッシュ
プリズムカイザー
グリーンフラッシュが持つ、プリズム製の籠手状の特殊グローブ。
敵を最大50メートルも吹き飛ばす強烈なパンチを放つローリングナックルという技が使える。第32話でパワーアップしてからはボクシングを応用して秒速24発の連続打撃を食らわすスーパーピストンが使えるようになった。
ナックルガード
変身前のダイが使用するメリケンサック。投げて使用することもある。

ブルーフラッシュ
プリズムボール
ブルーフラッシュが持つプリズム製のボール。投擲武器ではなく、自らがボールに入った状態で敵に突撃する。映画版では、フラッシュホークに乗った状態でこの技を行った。
体当たり技のハリケーンボルトという技が使える。第32話でパワーアップしてからはエネルギーをスパークさせながら回転体当たりを決めるスーパーサイクロンが使えるようになった。
スターダーツ
ブルーフラッシュが持つ、六芒星形の手裏剣。これを手の上で複数回転させて小さな竜巻を作り、その遠心力で連続投擲するスターダーツ竜巻旋風という技がある。変身前のブンも使用することがある。
ダイビングアタック
長い飛距離で低空を飛行し、敵を跳ね飛ばす。
フラッシュスコープ
透視能力。

イエローフラッシュ
プリズムバトン
イエローフラッシュが持つプリズム製の2本のバトン。打撃武器として使用するが、投げることもある。
バトンをX字にクロスさせて、額のプリズムから冷気を発射して敵の足下を凍らせるマッハブリザード、左足を後方反り足上げた体勢のまま両手でバトンを回転させて猛吹雪を発生させ、敵を凍らせるスノーフリーズ、先述の二つの氷結技の爆撃的補助で、バトンから発光して光線を放つバトンスパークという技が使える。浮遊するピンクフラッシュの上にイエローが乗り、スーパーブリザードを放つデュエットスーパーブリザードという合体技もある。
第32話でパワーアップしてからは、光の竹とんぼの状態で高速回転して体当たりするプリズムバトン・スーパーバージョンが使えるようになった。
ショッキングビーズ
変身前のサラが使用するビー玉型の爆弾。

ピンクフラッシュ
プリズムブーツ
ピンクフラッシュが持つプリズム製のブーツ。反重力を生む。彼女の驚異的な脚力をさらに強化させ、水面ステップで水上を移動することも可能となる。無重力ビームを放って敵を浮遊させて落とすことも可能。
浮遊してから急降下して2連続でキックを食らわすジェットキック、爆発エネルギーを放出しながらキックするボンバーキックという技が使える。イエローフラッシュのバトンスパークとピンクのボンバーキックを同時に放つスーパーキックという合体技もある。
第32話でパワーアップしてからはその場で足踏みして地割れを起こすスーパータップが使えるようになった。
ショッキングハート
変身前のルーが使用するハート型の手裏剣。爆弾を内蔵している。

### 合体技
デュエットタイフーン
イエローフラッシュとピンクフラッシュが空中回転した後、2人同時にプリズムシューターを放つ。
スーパーストロングフラッシュ
中盤でのパワーアップによって身につけた技。5人の剣を重ね、それに5人のプリズムビームを合わせて光線を放つ。
合体スーパースピア
パワーアップによって身につけた技。5人のプリズムシューターの剣を強化クリスタルの力で合わせて、1本のプリズムの投げ槍を形成した状態。レッドフラッシュが敵獣士に強烈なエネルギーとともに投げつけて決める。相手の動きを封じる目的で使用し、ローリングバルカンへの繋ぎ技として用いられることが多い。
合体クロスブーメラン
パワーアップによって身につけた技。5人の盾をあわせたブーメラン。こちらも敵獣士に投げつけて決める。
スクランブルフォーメーション
第30話で使用。5人が敵を取り囲み、バルとプリズムシューターで一斉攻撃を仕掛ける。
ビッグファイブタイフーン
第40話で使用。5人でエネルギーを高めてジャンプし、空中でスクラムを組んで赤い光弾となって突進する。

### その他
超音波反射砲
第21話に登場。強力な超音波光線を放つ獣戦士ザ・ソバルダに対抗するため、マグが開発した兵器。

### メカニック
ラウンドベース
フラッシュマンの地球での住居も兼ねた巨大基地。全高は145.3メートル。宇宙空間の航行も可能でフラッシュマンはこれに乗って地球にやって来たが、地球到着時に離陸用ブースターを切り離したため二度と飛び立つことは出来ず、フラッシュマンが地球を離れる際には置き去りになってしまった。ミサイルを装備している。
- 玩具化もされている。ミニチュアは、その後『特捜エクシードラフト』の情報探査衛星シムに改造された。

フラッシュホーク
5人が乗るスーパーバイクで各員専用機を1台ずつ配備。同型だが、車体の色とカウル下部左側に装備されている武装は異なる。名称はフラッシュホーク○○（○○の部分に各人の色）が入る。
共通機能は時速300キロ以上のスピードで走るフラッシュスピードであり、使用時には車体が光り輝く。カウリングの武器は、フラッシュホークレッドはバルカン、フラッシュホークグリーンはミサイルランチャー、フラッシュホークブルーはロケット砲、フラッシュホークイエローはマシンガン、フラッシュホークピンクはレーザー砲。
ザ・サイザー戦ではフラッシュホークのエンジン音がザ・サイザーの発する音を打ち消すことができたため、ラボー戦闘機に攻撃されて、全フラッシュホークが稼動不能になってしまうが、損傷が低かったフラッシュホークレッドにフラッシュホークグリーンのエネルギー伝達装置、フラッシュホークブルーの電子制御パネル、フラッシュホークイエローのスーパーチャージャー、フラッシュホークピンクのパーツを与えることで、フラッシュホークレッドは再稼動できた。フラッシュホークピンクは第39話ではイエローフラッシュが運転した。
変身前のパトロールでは、普通の車やバイクを使用することが多い。
スターコンドル
ラウンドベースに格納されている、タンクコマンド・ジェットデルタ・ジェットシーカーを収納する白い巨大戦闘母艦で、前部が左右に展開してタンクコマンドを、後部がエレベーター状に持ち上がって、ジェットデルタ、ジェットシーカーを発進させる。武器はミサイルと2門のスターコンドルビーム。左舷にフラッシュキングのコズモソードも収納している。射出したコズモソードのエネルギーを放出させることも可能で、次元壁を破壊するほどの威力を持つ。ロボ戦時にはマグが操縦してロボの援護をすることもある。主翼は可変翼。
召喚はフラッシュマン全員が「スターコンドル、発進」の掛け声と共にポーズを取って行う。
小型の宇宙船が搭載されており、ミランを乗せてフラッシュ星へ送りだした。
恒星間航行能力を有し、最終話ではマグの操縦で、メスとの戦いを終え、心身共に疲れ果てたフラッシュマンをフラッシュ星へと連れ帰った。
タンクコマンド
レッドフラッシュが搭乗する大型特殊戦車。
武器は上部に装備されている二本一組のタンクコマンドミサイル。飛行能力も有する。
フラッシュキングの頭部と胴体を構成。
第25話でザ・ダピラス戦では不在のレッドフラッシュの代わりにグリーンフラッシュが操縦した。
ジェットデルタ
グリーンフラッシュとイエローフラッシュが搭乗する高性能戦闘機。
武器は下部に備えられているデルタビーム。
フラッシュキングの右腕と右足を構成。
- 撮影用ミニチュアには、ジェットシーカーともどもモーターによりランディングギアが自動開閉するギミックが用いられた。

ジェットシーカー
ブルーフラッシュとピンクフラッシュが搭乗する多目的哨戒機。
翼部のシーカービームが武器で後部にはレーダードームを備えている。
フラッシュキングの左腕と左足、キングシールドを構成。
フラッシュタイタン
第17話から登場。フラッシュ星の英雄タイタンが遺した巨大トレーラー。操縦系は100年前のものでありながら、それまで使用していたメカニック類と同じくフラッシュ星系のものとなっており、ボディはプリズモナイト製。ボーイキャノンを横に倒し、トレーラーコンテナの尾翼と主翼を展開し、前部キャブ部と完全設置してタイヤを格納すると、飛行モードに変形しての宇宙航行も可能。フロントボンネット部に2発のタイタンミサイルを装備。
第15話でフラッシュキングが破壊された際に地球の危機を察知して起動。レー・バラキによってタイタンの後継者たるフラッシュマンに託され、以降1号ロボのフラッシュキングと共に巨大戦力として戦った。
- 当時バンダイの社員であった野中剛は、トレーラーをモチーフとしているのはトランスフォーマーシリーズのコンボイへの対抗意識があったものと述べている。
- 玩具ではDX超合金と当初は銘打たれていたが、ABS素材を中心としたDXとして発売された。玩具は元々マシンロボとして開発されたもので、「DXフラッシュタイタン」として商品化された後にマシンロボの「MRB タフトレーラー」として改めて発売された。

スペック
| 名称               | 全長                                | 全幅                  | 全高                     | その他                                               | 重量             | スピード           |
| ------------------ | ----------------------------------- | --------------------- | ------------------------ | ---------------------------------------------------- | ---------------- | ------------------ |
| スターコンドル     | 78.5 m[出典 30]                     | 翼長：128.7 m[44][46] |                          |                                                      | 1,480 t[出典 30] | マッハ4.8[出典 30] |
| タンクコマンド     | 25.0 m[出典 24]                     | 22.3 m[出典 28]       | 428 t[出典 24]           | - 300 km/h（走行）[45][46] - マッハ2（飛行）[45][46] |                  |                    |
| ジェットデルタ     | 36.2 m[出典 24]                     | 翼長：25.2 m[出典 28] | 112 t[出典 28]           | マッハ10.5[出典 24]                                  |                  |                    |
| ジェットシーカー   | 36 m[出典 24]                       | 翼長：33.2m[出典 28]  | レーダー直径：13.1 m[45] | 135 t[出典 24]                                       | マッハ9[出典 24] |                    |
| フラッシュタイタン | 83.6 m（コンテナ：48.8 m）[出典 28] | 21.2 m[出典 28]       | 27 m[45][46]             | タイヤ直径：5.5 m[45]                                | 1,133 t[出典 28] | 280 km/h[44][45]   |
| フラッシュホーク   | 227 cm[45][46]                      |                       |                          |                                                      |                  | 350 km/h[出典 28]  |

### 巨大ロボ
フラッシュキング
第2話から登場。タンクコマンドとジェットデルタとジェットシーカーの3台が「合体・フラッシュクロス」の掛け声で合体した巨大ロボ。合体時は5人全員が頭部の集合コクピットに移動する。装甲の材質はプリズニウム合金製。使用されているコンピュータは、超高速のシステム再起動が可能。戦闘力をプリズムパワーで高める。ロボットでありながら笛を吹くことができる。
フラッシュマンは最初は合体できることを知らなかったため、仲間になったマグから合体のことを知らされた。ブルーの弁では、乗り心地ではフラッシュタイタンよりも上らしい。
第15話の2体のザ・ズコンダ戦において、スーパーコズモフラッシュで1体目を倒し、2体目はソードに残っているエネルギーで貫いたものの最後の力で組み付かれたことから爆発に巻き込まれて、左手足が千切れて大破した。第20話で復活し、以降は状況に応じてフラッシュキングと2号ロボのタイタンボーイ/グレートタイタンと使い分けられるようになった。最終決戦では第49話でラー・デウスが獣戦士化したザ・デウスーラに勝利するも、第50話で復活したザ・デーモスには敗北している。
- 2機のジェットがタンクの車体に食い込んで機体下部が足になり、機体上部がスライドして腕になるという、戦隊ロボの中でも特に変わった合体方式を取るロボとして知られている。これを玩具CMのナレーションでは「三次元スライド合体」と称していた。デザインを担当した大石一雄は「積み木的な合体ではない、新たな合体システムを入れ込もうとした」と語っている。しかし、のちにバンダイ社員となる野中剛は、この合体システムは遊びづらく、店頭サンプルをうまく合体させられない子供が多かったと証言している。
- 『大戦隊ゴーグルファイブ』以降、合体シーンは現実的な背景で描写されていたが、フラッシュキングではプリズムの設定や宇宙的なイメージなどから戦闘場所とは別の非現実的な空間で表現された。以降の作品では、作品やロボットごとのイメージにより現実的な描写と非現実的な描写が使い分けられるようになった。

装備・技
コズモソード
イエローフラッシュのコールでスターコンドルから射出されてくる必殺剣。長さ24.7メートル、厚さ80センチメートル。
キングシールド（別名フラッシュシールド）
ジェットシーカーのレドームが変形した円形の盾。
キングナックル
左右の拳を射出する。
キングミサイル
腹部から発射する2発のミサイル。
キングビーム
胸のプリズムから発射する。
レインボービーム
胸のプリズムから発射する。ザ・ガリブルの変色機能を封じた。
キングフラッシュ
両目からのサーチ光線。瞬間移動能力を持つザ・アルゴスの探索に使用した。
フルパワー
額からの光線をボディの各部に照射して力を増幅させる。
ビッグフラッシュ
体を高速回転させて、エネルギーを放出する。ザ・ネフルスによる幻覚攻撃を破った。
必殺技
スーパーコズモフラッシュ
額のプリズムのエネルギーを注いで刀身が発光したコズモソードを手にした状態から空中で風車の如く回転して勢いを付けてから放つ。この技は5人揃っていないと使用できない。
コズモソード・炎返し
スーパーコズモフラッシュの回転を利用して火球を打ち返す。第28話で披露。
タイタンボーイ
第18話から登場。フラッシュタイタンの前部牽引車部分が「フラッシュターン！タイタンボーイ」の変形コードで変形した巨大ロボ。フラッシュキングよりも小型で機動力が高く、身軽な動きで敵を翻弄する。その反面、単独で獣戦士を倒すほどのパワーはない。
武器はタイヤに4枚の刃をつけたブーメラン（手裏剣）のラジアルカッター、タイヤ型の投擲武器のラジアルボンバー、肩に装備しているボーイキャノン。
- フラッシュキングとの差別化として小型ロボットとして設定された。

グレートタイタン
タイタンボーイとフラッシュタイタン後部コンテナが「フラッシュターン・グレートタイタン」の合体コードで合体した超巨大ロボ。
コンテナ部から手脚とヘッドギアが展開し、後部空きスペースにタイタンボーイが収まることで完成。ヘッドギアの耳部分には、Fの字がある。対峙しただけで獣戦士を威圧できるほどの巨体を誇る。ホバリングで移動する。
必殺技はエネルギーを胸の発射口に集め、プリズムから一挙に放つ光線タイタンノバ。第50話でのザ・デーモス戦ではエネルギーの続く限り連続発射を行った。
劇中無敗であるが、第20話では、ザ・ブルザスに合体を妨害されてしまい、復活したフラッシュキングに後を任せた。
- 撮影用造形物は、スーツではなくミニチュア2種類が用いられた。
- バンダイの野中剛は本作品が放送された翌年にバンダイに入社するが、新人研修として玩具店の売り子をした際に、フラッシュタイタンの存在感が圧倒的だったこともあり、フラッシュタイタンの玩具が一番売れていたと述べている。

スペック
| 名称             | 全高                     | その他                   | 重量                      | スピード                    |
| ---------------- | ------------------------ | ------------------------ | ------------------------- | --------------------------- |
| フラッシュキング | 51.2 m[出典 33]          | 歩幅：20 m[45][50]       | 675 t[出典 33]            | 飛行速度：マッハ2.5[45][50] |
| タイタンボーイ   | 41.4 m[出典 33]          | 歩幅：14.5 m[45][50]     | 432 t[出典 33]            | 走行速度：400 km/h[45][50]  |
| グレートタイタン | 67.1 m[出典 38][注釈 18] | 足サイズ：23.6 m[45][50] | 1,133 t[出典 38][注釈 19] | 移動速度：140 km/h[出典 34] |

## 改造実験帝国メス
大昔から宇宙各地を渡り歩き、生命改造実験を繰り返して生命を荒廃させてきた流浪の帝国。生命豊かな惑星をターゲットとし、そこに住む全ての生物を実験体として捕らえ、非人道的な改造実験を行ってきた。最終目的は大帝ラー・デウスを宇宙最強の生命体にすることだが、そのことはデウス本人しか知らない。巨大円盤・改造実験基地ラボーを本拠地とし、ラボー戦闘機や遺伝子シンセサイザーによって生み出された獣戦士を送り込む。終盤は大博士リー・ケフレンがラー・デウスを操ることによって組織を事実上乗っ取る形となった。
大帝ラー・デウス
改造実験帝国メスの支配者。顔は白い仮面、体は巨大な鎧に覆われている謎多き人物。自分自身を完全な生命体にして全宇宙に君臨するために、長い年月をかけて多くの命を改造し、改造実験を続けてきた。出自などは一切明らかにされず、唯一感情が高潮すると時折仮面からその恐ろしげな素顔の一部を覗かせていた。
常に「大博士」と呼ばれる側近を置き、彼によって生み出された改造生命を幹部として命令を送っている。指先から獣戦士をパワーアップさせるデウス遺伝子液を出し与えていたが、後に正体がデウス遺伝子液そのものだったことが判明する。
幾世代の大博士を経て、リー・ケフレンの代で地球へ進攻する。しかし、度重なる敗戦の末、反逆したケフレンによって、獣戦士に改造させられてしまう。
- 身長・体重などの設定はない。
- デザインはグロテスクなクリーチャーの体に仮面の顔を配することで美しさと醜さの中間とすることを意図している。背の高い人形にして、逆三角形でボリュームを上半身に持たせ、足元を衣裳で隠して高下駄を履かしているが、腕のストロークが短くなるため、スーツの腕はマジックハンド状になっており、肩にはドライアイスの煙を流す機能も備わっている。撮影会の時点では少し目が太かったが、細い目に修正している。

ザ・デウスーラ
第49話に登場。ラー・デウスの本体が、反逆したケフレンによってデウス獣戦士に改造された状態。
ケフレンの手先として、フラッシュマンとの直接対決を展開するが、プリズムシューターの一斉射撃が元で本来の姿と自我を取り戻した。その後、本来の姿でフラッシュマンと戦うが2発のローリングバルカンを受けて敗れた。クラーゲンのビームで巨大化すると同時に再度デウスーラの姿に変えられたが、スーパーコズモフラッシュを受けて敗れた。
- シンプルかつマッシブな方向性でラー・デウスを怪物化しており、いろんなものを変に付けて足を引っ張るより、黒と金の配色でまとめている。造形物の首に演者の頭が位置するようにデザインすることでボリュームを持たせ、ラー・デウスの巨大感が出るように意識している。

ザ・デーモス
第50話に登場。ケフレンがラー・デウスの仮面にラボーのエネルギーを注ぎ込み、さらにクラーゲンを融合させることで創り出した最強の獣戦士。最初から巨大化状態で出現した。通常時はラー・デウスの仮面のような顔だが、攻撃時は凶暴なガイコツ顔に変貌する。フラッシュキングとの対決では、あらゆる攻撃を跳ね返す驚異的な防御力とエネルギー吸収能力を発揮した。フラッシュキングが起死回生とばかりに繰り出したスーパーコズモフラッシュの直撃を受けたが全くダメージを受けず、直後に頭部から発射したビームでフラッシュキングを倒した。続いて登場したグレートタイタンとの対決では、タイタンノバの連続発射を吸収しきれずに敗北した。ザ・デーモスの敗北と同時に、デウス遺伝子液も完全消滅した。
- ザ・デウスーラよりさらに大型化させるためにスーツは二人入る構造になった。色はデウスーラの配色を反転させている。

大博士リー・ケフレン
全宇宙最高の頭脳を誇る大博士。己の才に絶対的自信を持ち、文字通り生命改造実験を無上の悦びとして全てを捧げたマッドサイエンティストにして、「生命改造実験は、美しく偉大な命の芸術」と考え、自らを「命の芸術家」と豪語する。
楽器型遺伝子改造装置シンセサイザー（以下「遺伝子シンセサイザー」）を操って生命の改造を行い、多くの命を犠牲にすることに何一つ疑問を持たない冷酷な性格。基本的に自ら作り出した生命に対しても「作品」としての価値しか認めておらず、無理な改造を行ったり、失敗作と見れば躊躇うことなく処分するが、唯一、自分を父親として慕うネフェルにだけは作品終盤時点までに情が移っている。携帯する杖からの光線を武器とし、本人の戦闘能力も決して低くはないが彼自身が前線に出ることは皆無であり、専ら基地から作戦立案と指揮を行う。
後半、本人すらも知り得なかった衝撃的な出自を巡り、サー・カウラーとの対立とその狂気の度合いは増していく。レッドフラッシュとの一騎打ちに敗れた後、ガルダンを再びガルデスにされたことに激怒したカウラーからケフレンの正体がケフレンが蛆虫と軽蔑していた地球人であることが明かされ、デウスからも300年前にケフレンが赤ん坊の時に地球から誘拐し、デウス自ら手術と様々な生命改造実験を施して現在の姿になったことが明かされた。
最終決戦ではプリズムシューター一斉射撃とスーパーカッターを受けて深手を負い、遺伝子シンセサイザーで反フラッシュ現象を治療するという苦し紛れの説得もそれを拒絶したイエローフラッシュによって遺伝子シンセサイザーにダメージを与えられ、崩壊するラボーの中で高笑いをしながら半壊した遺伝子シンセサイザーを弾き鳴らし、故郷の地球で生涯を終えた。
- 身長・体重などの設定はない。
- 企画時の名称は聖博士リー・レフレイン。デザインを担当した出渕は、アジトを舞台空間というコンセプトにしたことから舞台衣裳を意識してデザインしている。当初は配役が決まる前にデザインがなされていたが、決定後に演じる清水紘治を想定していたものに描き変えられた。ターバンを巻かせて錬金術師や中東的な魔術師のような感じを狙っている。
- 東映プロデューサーの鈴木は、敵組織をコンパクトにしつつ、敵の印象を弱めないため、力のある役者として清水を起用したと述べている。

### 幹部
ケフレンが作り出した幹部待遇の生命体。獣戦士よりも高い知能を有し、ガルス以外は人間を模した顔をしている。
- デザインを担当した出渕は、それぞれの外観は裸であるとしており、全員に角を頭部につけている[65][28]。

レー・ワンダ
剣・キラーセイバーや巨大な翼で相手を切り裂くブーメランカッターや滑空攻撃、掌や目から放つ破壊光線が主な武器。感情の起伏が激しく、プライドが高い。自身を宇宙で最も美しい生物だと思い込んでいたため、自身の素体となった5種類の醜い宇宙生物を見せられた際には酷く動揺していた（それでもすぐに「自分は獣戦士とは違い、幹部として作られた」と立ち直った）。気位が高く、翼を斬られてからレッドフラッシュに復讐を誓うようになり、執拗につけ狙う。
50年に一度、それらの生物のバイオリズムのシンクロが最高潮になると、飛躍的に能力が上昇する。その際、同じ遺伝子を持つ獣戦士ザ・ギルギスと力を合わせ魔剣キラーセイバーを作り出し、以後この剣を愛剣とする。第38話ではキラーセイバーにはベルタ星の生物にとって弱点となるガンマ光粒子が秘められていることが明らかになった。第36話では地球人に変装した。
第29話にて強化改造され、妖獣士ワンダーラに変身できるようになった。
第47話では自身の遺伝子から作られたザ・ワンダルと力を合わせることで永久に時間を止めることができるようになった。しかし、時村のタイムマシンの時空移動の影響でタイムストップが二度も無力化されたことでワンダーラへの変身能力を失い、タイムストップが使用できなくなる。レッドフラッシュとの一騎討ちを展開し、スーパーカッターを受けながらも立ち向かうが、死に際に素体の5種類の宇宙生物の幻影を見せ、力尽きて果てた。
妖獣士ワンダーラ
強化されたレー・ワンダが変身した姿。
対象の時間を局地的に3秒間だけ止めるタイムストップ3秒殺しという能力を持っており、この能力でフラッシュマンを大いに苦しめた。
- ワンダ自体がスーツのような素材であることから、あまり怪獣のようにせず、あくまで元のイメージを残しつつデザインを起こしている。ワンダの色を反転させて、白の縞を黒ベースの体に入れている。ワンダーラのデザイン画では口の開閉ギミックが想定されていたが、造型では採用されなかった。

レー・ネフェル
顔は人間の美女だが、豹やアルマジロなど複数の遺伝子を合成しているため、体は右半身が豹のような姿で、左半身は皮膚が硬化して鎧状になっている。常に携帯する電磁鞭に変形する指揮杖と、指先からのショック光線が主な武器。しなやかで俊敏な動きから、スパイ活動が得意で、地球人に変身することも多い。その美貌に似合わず狡猾で冷酷な性格。ワンダ以上に他者に対して無慈悲だが、生みの親であるケフレンのことだけは父のように慕っており、ケフレンのためならデウスにも牙を向ける。
第30話で強化改造され、妖獣士ネフェルーラに変身できるようになった。
自身の遺伝子から作られたザ・ネフルスは自爆攻撃（自爆してもネフェルがエネルギーを与えることで何度も蘇る）でフラッシュマンを苦しめたが、復活の仕組みを見抜いたレッドフラッシュにエネルギー供給を妨害されてしまい、レッドフラッシュのプリズム聖剣からの一太刀を受けたが生き延び、最期までケフレンを支え続けた。最終的にはレッドフラッシュのプリズム聖剣からケフレンを庇って戦死した。
- 出渕はネフェルの銀色の硬質部分はアルマジロのような皮膚が固まった感じと想定していたが、造型ではメカのような感じになっていたため、撮影会の段階で修正指示が出された。髪も出渕は銀髪を想定していたが、ヤクの毛と『チェンジマン』のアハメスの2種類が用意され、後者は前作で使ったばかりのもののため、前者が選ばれた。顔には豹柄を入れる予定であったが、撮影会でメイクがうまく行かず、タトゥーのようなポイントを右頬に入れようと、そこだけ新規にデザインし直された。

妖獣士ネフェルーラ
強化改造されたレー・ネフェルが妖獣変化した姿。
2本のデスブリーズという剣をクロスさせてのショックビームと、敵を自分の世界に引きずり込む妖獣幻覚が武器。
猫のような顔立ちだったが、第39話からまがまがしい顔つきとなったネフェルーラ凶暴態へと変化した。
- 凶暴態はネフェルーラの造型が意図に反してかわいらしくなってしまったのを見た出渕が「とにかく顔だけは変えてくれ」と凶悪そうなキツネ顔のもののデザインを再提出し登場することとなった。

レー・ガルス
姿は完全に怪物であり、凶暴で知能も低く、人間の言葉を話さない。その代わり半身が機械と融合していることから生み出されるパワーは絶大で、フラッシュマン5人を相手にしても圧倒するほどである。左目からの破壊ビームが武器。その容姿や知能からワンダやネフェルからも時折馬鹿にされているが、メスに対する忠誠心は高い。
打倒フラッシュマンを果たすべく、エネルギーフラワーの力を得て、パワーアップし、口からの火炎弾を会得。フラッシュ星系の惑星直列の影響でパワーダウンしていたフラッシュマンを追い詰めるが、ローリングバルカン2連発に敗北。巨大化後にフラッシュキングのスーパーコズモフラッシュを受けて倒された。
準幹部

ウルク
狼の遺伝子から作られ、抜群の格闘センスを持つ。上位三幹部のサポート役を務め、特にネフェルの指示に従い、行動することが多い。キルトとは仲が良く、そのコンビネーションはフラッシュマンを何度も苦しめた。
キルトがザ・キルトスに改造されたことにショックを感じ、やり場のない怒りを戦いにぶつけていたが、最終的にはキルトスに自分の命を与え、キルトスと同化。
- デザインはキルト共々ミュージカル『キャッツ』をイメージしている。髪はかつらを用いる予定であったが、演じる長門美雪の地毛のままとなった。

キルト
猫の遺伝子から作られ、敏捷性や瞬発力に優れている。
第45話にてデウス獣戦士ザ・キルトスに改造され、人々の精気を吸ってパワーを得ていった。同胞のウルクの命をも与えられたが、合体クロスブーメラン、合体スーパースピア、ローリングバルカンの連続攻撃に敗北し、巨大化後はグレートタイタンのタイタンノバを受けて最期を迎える。
- 少し白い毛を立たせすぎてしまったことから、出渕の想定よりも見た目の印象がボテっとしてしまったことから、体の横の毛を少し刈り込んでいる。出渕は手足の模様を不規則な斑点模様と想定していたが、造型段階で水玉模様にアレンジされた。

### 改造生命体
大博士リー・ケフレンが操る遺伝子シンセサイザーによって誕生した人工生命体。上述の幹部たちも「改造生命体」の定義に含まれる。
獣戦士 / デウス獣戦士
宇宙生物と地球の生物などの遺伝子をバイオブレンドして作り出される怪物。名前はザ・○○○○（カタカナ4文字）で統一されている。体のどこかに青色の人工心臓を持っている。作戦に応じて作られ、それに特化した能力を持つ。知能レベルは人間と同等だが、人語を話す者はいない。稀に改造前の記憶や意識を残していることもあり、第21話では先述のザ・ゾバルダが反逆を起こして負傷したサラを助けたり、同様にザ・ジャガンも目の前の少年を攻撃しなかったり、劇場版では雌犬を使った個体が自分の仔犬を見て戦意喪失した。
第44話からはデウス遺伝子液とエイリアンハンター（またはメスの幹部）の遺伝子や肉体そのものを合成して作り出され、通常の獣戦士の数倍のパワーを持つデウス獣戦士も登場した。デウス獣戦士を作り出す際は、ケフレンに作られた者たちは遺伝子シンセサイザーの音で激しい苦しみに襲われる。だがデウス獣戦士を作り出すためにラー・デウスが指先からデウス遺伝子液を出しているところをリー・ケフレンに目撃されたことでラー・デウスの正体が次第に明らかになってしまい、それまで一枚岩だったメスの内部で対立・造反を招くこととなってしまう。
- デザインを担当した出渕裕は、当初は人型から離して大柄な体格にすることをコンセプトの一つとしていたが、現場ではアクションがしづらいとして方向性が改められ、結果として前作の宇宙獣士と似通ったものにならざるを得なかったと述懐している。

兵士ゾロー
メスの一般兵士。軍隊アリの遺伝子を元に作られ、昆虫のような顔をしている。単純な遺伝子で生み出された合成生命体のため、量産される。右胸にある青い球状の人工心臓が弱点で、それを破壊されると簡単に死んでしまう。口から強力な酸性の溶解液や、速乾性で粘着力の強い溶解糸を吐く。武器は6本の牙と両手のカギ爪。
- マスクがヒーロー側と同じFRP製であるため、「歴代で一番お金のかかった戦闘員」と言われた。

クラーゲン
地球のクラゲの遺伝子を元に作られた巨大エネルギー生命体。眼孔から倒された獣戦士にエネルギーを照射し、再生巨大化させる。普段は渓谷の中に隠れ、体内にエネルギーを蓄積させているが、出動指令に応じて飛来してくる。その際、全エネルギーを放出してしまうため、エネルギー照射後は掌サイズにまで萎んでしまう。小さくなってしまうとパワーダウンのため飛行能力を失い、奇声を発してコソコソと逃げる。
野生の本能からカウラーの襲来に怯えて小便を排泄したこともあった（この際、ブルーフラッシュが被害を受けている。また、この時には空中を飛び回っていた）。
最終的にはザ・デーモスに組み込まれた。
- 小型時の造形物は幹部の肩に乗せる人形と自走するラジコン内蔵のものの二種類がある。

### メスの装備・戦力
改造実験基地ラボー
メスの本拠である円盤形移動要塞。巨大な一つ目のような部分を前部中央に備える外観を持ち、この目部分から破壊光線、そして下部からはデウス遺伝子強化エネルギーを放つが、これはラボー自体のエネルギー消耗に繋がる。また、トラクター光線を発射し、誘拐行為を行う。直径183.6メートル。
恒星間航行能力を持ち、ラボー戦闘機の母艦ともなる。これでメスは宇宙各所を渡り歩き、行った星々の生命を実験材料にしていって死の惑星へと変えていった。地球では、日本にある死の谷に潜んでいる。
最終決戦で、ザ・デーモスがグレートタイタンに敗れた後にエネルギーが切れ、地球に墜落。リー・ケフレンの死と共に爆発し、メスは滅んだ。
- 内部のセットは狭いステージで奥行きを感じさせるために黒い背景にドライアイスのスモークを流しており、この手法は以後のシリーズでも敵アジトの表現として定番化している。

ラボー戦闘機
メスの戦闘機で、ラボーと同様に機体前部に一つ目のような破壊光線砲塔を備えるデザイン。最高速度はマッハ8.5で、武器は光線砲。後部に伸びている三本の棒状の部位は地上歩行形態時の脚部であり、前部に二本脚、後部の一本脚を交互に動かしながら前進する。
遺伝子シンセサイザー
獣戦士を生み出す生命合成装置。地球上の生命遺伝子と宇宙生命体の遺伝子が遺伝子液の状態で保存されており、無数のチューブを介して遺伝子液の配合比率を変えたり、突然変異を瞬間的に促進したりすることができる。操作には極めて繊細で高度な技術が必要とされるらしく、メスの中ではケフレンしか操作することができない。
終盤ではカウラーが時村博士を脅迫して同型の遺伝子シンセサイザーを作らせ、わざとフィードバックを発生させることにより、デウスの体内遺伝子を狂わせて苦しめるという使い方をした。操作音（演奏曲）にはバッハの平均律クラヴィーア曲集（前奏曲とフーガ）第1巻第10番ホ短調BWV855のフーガがアレンジされて使用されている。
- 基本コンセプトは「コンソールパネル系パイプオルガンメカ」で、出渕裕は「悪の科学者にパイプオルガンを弾かせたい」と構想していたが、そこまで大掛かりなセットは実現できないので当時流行していたシンセサイザーに変更した。パイプのような部品が取り付けてあるのはその名残である。両サイドのメカメカしいディテールは造形ではオミットされている。

## エイリアンハンター
多種多様の星系人が所属し、テロリスト活動においても優秀な実績を持つ傭兵部隊。劇中ではほぼカウラー陣営を指す名称として用いられる。

サー・カウラー
第15話より登場。暗黒のハンターとして名を馳せる宇宙人で、20年前に5人を誘拐した張本人。傭兵部隊を率いて暗殺・テロ・謀略などの仕事を請け負うプロフェッショナルだったが、メスに招かれエイリアンハンターとして実験材料を集める。最長15メートルにもなる伸縮性の電磁ムチと、超金属の爪、左手から放つ光線が武器。バウラを始めとする4人の部下を率いて、メスの別働隊としてフラッシュマンと戦う。孤高の一匹狼的存在。
彼の生命狩りの苛烈さは「その名を聞くだけで宇宙中の生命が震え上がる」と称されるほど。戦闘力はメスの中でも特に高く、フラッシュマン5人相手に優勢に戦い、ネフェル、ワンダ2人がかりでも歯が立たない。頭の回転も速く、策略家としての一面も備える。第38話ではベルダ星から連れてきた獣戦士ザ・ゼラギルを使ってフラッシュマンのうちの4人を洗脳して操り、残ったジンを襲わせるという非道ぶりも見せた。
性格は残忍である反面、親分肌で自分に忠誠を誓う部下に対する責任感は強く、約束を守る義理堅い面もある。理由については触れられていないが、地球から持ち帰った絵本『幸福な王子』をシベールにプレゼントしたこともあった。基本的にはシリアスなキャラクターだが、第26話ではピンクフラッシュに胡椒をかけられた後にクラーゲンを呼び出した際にくしゃみをしてしまったというコミカルな面が描かれた。最初はケフレンに従っていたが、本来ケフレンとの仲は悪く、メスの乗っ取りを目論む野心を抱いていた。そのため、彼とデウスのみが知るケフレン出生の秘密を巡って対立を深め、第43話で部下たちが獣戦士ザ・ギータンに狙われたことでメスから離反する。
時村に命じて作らせた新たな遺伝子シンセサイザーを使ってデウスを追いつめ、最終的には自身の手でデウスを倒す。直後にレッドフラッシュとの一騎討ちを展開し、激闘の末に敗北した。その後サラに全てを打ち明け、ケフレンに一矢報いるべく自身の宇宙船ごとラボーに特攻し死亡した。
- デザインイメージはテレビドラマ『徳川風雲録 御三家の野望』で山内伊賀介を演じた原田芳雄。デザイン画での衣装は宇宙服と鎧を一体化させたイメージであったが、実際の衣装では簡略化されている。

ボー・ガルダン
第43話より登場。カウラーの副官として共に宇宙を荒らし回っていた男。顔の右半面を覆う痣からの炸裂光線と2本の鳶口状の武器ガルドロッドを使いこなし、交差させることで大気中の成分から破壊光線を生み出す。
カウラーと共に両陣営を相手に戦い抜くが、レー・ネフェルに捕らえられて、デウス獣戦士ザ・ガルデスに改造されてしまう。レッドフラッシュのプリズム聖剣で身体を貫かれた際に一時的に元の姿に戻りカウラーを驚愕させ、カウラーからの頼みを聞いたサラが操作した遺伝子シンセサイザーの効力で元の姿と自我を取り戻すが、ケフレンの遺伝子シンセサイザーで完全にガルデスにされてしまい、ローリングバルカンとタイタンノバを受けて戦死。
- サー・カウラーの人気を感じていた出渕により、カウラーの弟分として提案され登場した。出渕は配役も岡本美登を想定していた。デザイン画での髪型は金髪のオールバックであったが、岡本がくせ毛であったため実現しなかった。岡本は撮影の度に髪をスプレーで染めており苦労した旨を語っている。一方で岡本はデザイン画にあわせて眉を剃っている。

### エイリアンハンター四人衆
カウラー配下のエイリアンハンター。ケラオを除く3名は第44話でデウス獣戦士第1号ザ・タフモスに融合・改造されるが、記憶は僅かに残っていた。
バウラ
リーダー格。隻眼の獣のような顔と赤い服が特徴。鎌と怪力を武器に戦う。
- 鎌は『電撃戦隊チェンジマン』に登場するブーバの武器であるブルバドスの流用。

ケラオ
銃の名手。ギータンに捕食されかけて傷を負った後、宇宙人と友達になることを夢見る少年たちと彼らに心動かされたブンに助けられる。ギータンに捕食されそうになったブンを助けた後、ギータンに捕食されてしまう。作中に登場したエイリアンハンターで唯一、自らの名を名乗った。彼を助けたブンの行為が、後のカウラーのサラへ心を許す伏線になっている。
彼の種族はエイリアンハンターとして宇宙に最も多く進出しており、第3話の獣戦士ザ・ザイモスもこの種族の遺伝子から生み出されている。
ハグ
唯一の女性エイリアン。聴覚に優れ、暗闇の中でも音だけを頼りに弓矢を命中させる技量を持つ。目からは麻痺光線を放つ。
ホウ
2本のブーメランを武器とし、目の視力調節眼鏡で50メートル先のハエの飛ぶ姿や水中を泳ぐミジンコも視認できる。敵の首を絞めると同時に高圧電流を流す技も持つ。また、感情が高ぶると頭の毛が逆立つ。

## 用語
フラッシュ星系
ジンたち5人が育った各惑星から構成されている。主星フラッシュ星とグリーンスター、ブルースター、イエロースター、ピンクスターの4つの衛星からなる。これらが直列に並ぶと互いのエネルギーを打ち消し合うため、その影響で一時期ジンたちはフラッシュ星系からの力を受け取れず、フラッシュスーツのエネルギーが消え、変身さえままならない状況に陥ったこともあった。
- 企画書では、フラッシュ星以外の名称はゾンガー星・サーバイバ星・フリーズ星・グラビトン星であった。

反フラッシュ現象
フラッシュ星系で育った人間が他の惑星で長期間過ごしたことで、現地の環境変化によって起こる肉体の拒否反応。最初は現地の生物に触れようとすると互いに感電したような感覚に襲われ、植物に触れた場合はそれを枯らしてしまう。症状が進行すると今度は体調が悪化し、水も受け付けなくなり、太陽光にも苦しみ、そのまま現地に滞在し続ければ衰弱して死亡してしまう。生粋のフラッシュ星人のみならず、フラッシュ星系で長期間暮らした異星人にも同様の現象が起きる。フラッシュマンの場合は第44話で発生し、最初の段階は第46話で治まるが、それと引き換えに地球に滞在できるのは残り20日のみであることが発覚。
最終話で地球を離れる際、ダイは「いつかフラッシュ星の科学力でふたたび地球に帰れる日が来る」と希望を述べており、2011年の『海賊戦隊ゴーカイジャー』客演時のインタビューで、ダイ役の植村喜八郎は「きっとダイたちはまた地球に帰ってこられて、平穏な暮らしをしていると思ってます」と語っている。

## キャスト
ジン役の垂水藤太によれば、オーディションに参加したのは植村喜八郎と広瀬和久のみで、他はオーディションはなかったという。その後もスチール撮影の後はスタッフの顔合わせや打ち合わせなどはなく、台本を渡された翌日からクランクインであったと証言している。
ボー・ガルダン役の岡本美登は、スーパー戦隊シリーズでは初めて本格的な素面の役を演じた。岡本は前作『チェンジマン』の撮影終了直後に交通事故で重傷を負っており、半年間の休養の後、タイタンのスーツアクターを経ての復帰であった。

### レギュラー・準レギュラー
- ジン / レッドフラッシュ - 垂水藤太
- ダイ / グリーンフラッシュ - 植村喜八郎
- ブン / ブルーフラッシュ - 石渡康浩
- サラ / イエローフラッシュ - 中村容子
- ルー / ピンクフラッシュ - 吉田真弓
- 時村博士 - 石濱朗（8,9,31,41,43 - 50）
- 時村節子 - 久保田民絵（8,9,31,41 - 50）
- 時村みどり - 佐藤やよい（8,9,31,41 - 50）
- 時村かおり - 清藤めぐみ（8,9,31,41 - 50）
- サー・カウラー - 中田譲治（17 - 19,21,24,26,28,30,33,36,38 - 41,43 - 49）
- レー・ネフェル - 萩原さよ子（1 - 23,25 - 34,36,37,39,40.42 - 50）
- ボー・ガルダン - 岡本美登（43 - 48）
- レー・ワンダ - 広瀬和久（1 - 22,25 - 36,38,40 - 46）
- ウルク - 長門美雪（1 - 23,25 - 37,39 - 45）
- キルト - 小島裕子（1 - 23,25 - 37,39 - 45）
- 大博士リー・ケフレン - 清水綋治

### 声の出演
- 大帝ラー・デウス - 石塚運昇（1 - 49）
- マグ - 丸山裕子
- 英雄タイタン - 上田敏也（第17 - 19話）
- レー・バラキ - 銀河万丈（第17 - 19話）
- ナレーター - 小野田英一

### ゲスト
- 立花警官 - 卯木浩二（第5話）
- サユリ - 細井正美（第10話）
- スミレ - 工藤あかね（第20・37話）
- ユキ - 宿利千春（第14話）
- レー・バラキ - 城春樹（第17 - 19話）
- カズオ - 石関賢太郎（第24話）
- カズオの姉 - 持田美保（第24話）
- カズオの両親 - 平泉成、なかはら五月（第24話）
- 鹿島さん - 海老名美どり（第26話）
- 料理評論家 - 桑原たけし（第26話）
- 若草リュウ - 海津亮介（第27話）
- 大滝 - 伊吹剛（第33話）
- 加代子 - 宗方奈美（第34話）
- シベール - 浅見美那（第40話）

### スーツアクター
- レッドフラッシュ[41][75] - 新堀和男
- グリーンフラッシュ[41][75] - 的場耕二
- ブルーフラッシュ[41][75] - 喜多川務
- イエローフラッシュ[41][75] - 赤田昌人
- ピンクフラッシュ[出典 39] - 蜂須賀祐一
- 英雄タイタン[77][72] - 岡本美登
- フラッシュキング[出典 40]、大帝ラー・デウス[出典 40] - 日下秀昭
- マグ[75]、ケラオ[75] - 渡辺実
- 妖獣士ワンダーラ[75] - 菊地寿幸
- 妖獣士ネフェルーラ[75] - 関誉枝恵
- レー・ガルス[75] - 内田博之
- バウラ[75] - 岩田時男
- ハグ[75] - 村上久代
- 兵士ゾロー[80]、ホウ[81][75] - 清家利一
- 獣戦士[75] - 米澤浩
- 兵士ゾロー、グリーンフラッシュ（代役） - 北村隆幸[82]
- イエローフラッシュ（代役）、ピンクフラッシュ（代役）[83] - 宮崎剛

## スタッフ
本作品のパイロット版（第1、2話）は堀長文が担当。本作品で堀が演出を手がけたのはこの2話分のみであり、翌年には監督業を休止しプロデューサー業を主に手がけるようになったため、本作品が監督として携わった最後の作品となった。またそれまでシリーズの演出陣の主力であった山田稔も、第39話を最後に健康上の理由から現場を離脱し、1年間のブランクを余儀なくされた。他方、『星雲仮面マシンマン』『兄弟拳バイクロッサー』などに参加していた東條昭平が、本作品より再びスーパー戦隊シリーズに参加。また東條が演出を担当した第11話より、渡辺勝也も助監督として現場デビューを果たしている。
脚本面でも、東映動画制作のテレビアニメでデビューした井上敏樹や島田満、照井啓司といった若手の脚本家が参加しており、このうち井上はその後シリーズのレギュラーライターに定着し、東映特撮に欠かせない存在となる。井上によれば、若い脚本家を探していた鈴木武幸が東映動画プロデューサーの七條敬三から井上らを紹介されたという。また同番組のローテーション監督だった長石多可男も第40話『処刑都市XX（ダブルエックス）作戦』の脚本を手掛けている。
- プロデューサー - 加藤守啓（テレビ朝日）、鈴木武幸（東映）
- 原作 - 八手三郎
- 連載 - テレビマガジン、てれびくん、テレビランド
- 脚本 - 曽田博久、藤井邦夫、井上敏樹、島田満、照井啓司、長石多可男
- 音楽 - 田中公平
- アクション監督 - 山岡淳二、西本良治郎、竹田道弘（第38話のみ[85] [86]）（ジャパン・アクション・クラブ）
- 監督 - 堀長文、山田稔、東條昭平、長石多可男
- 撮影 - いのくままさお
- 照明 - 斉藤久、高橋弘
- 美術 - 山下宏
- キャラクターデザイン - 出渕裕
- 録音 - 上出栄二郎、川西隆
- 効果 - 大泉音映
- 選曲 - 石川孝
- 編集 - 成島一城、山口一喜
- 製作担当 - 山本康郎
- 進行主任 - 奈良場稔
- 計測 - 黒須健雄
- 記録 - 斉藤りさ、小林みどり、内藤美子
- 助監督 - 小中肇、諸田敏、渡辺勝也、石田秀範
- 製作デスク - 寺崎英世
- 装置 - 東映美術センター
- 操演 - 船越幹雄
- 美粧 - サン・メイク
- 衣裳 - 鷹志衣裳、東京衣裳
- 装飾 - 装美社
- 撮影協力 - 伊豆サイクルスポーツセンター、読売ランド
- 企画協力 - 企画者104
- キャラクター制作 - レインボー造型企画
- 合成 - チャンネル16
- 現像 - 東映化学
- 車輌協力 - MAZDA・オートラマ
- オートバイ協力 - スズキ自動車
- ビデオ合成 - 東通ecgシステム（山本博司、近藤弘志、前岡良徹）
- （株）特撮研究所
  - 操演 - 鈴木昶
  - 美術 - 藤田泰男
  - 撮影 - 高橋政千
  - 照明 - 加藤純弘
- 特撮監督 - 矢島信男
- 制作 - テレビ朝日、東映、東映エージエンシー

## 音楽
劇中音楽は当時新進気鋭の作曲家だった田中公平が担当。この前後にもメタルヒーローシリーズなどで挿入歌の作編曲を手がけてきた田中であるが、東映特撮で劇中音楽を担当したのは本作品のみである。
主題歌
オープニングテーマ・エンディングテーマともに、1985年に「ゴダイゴ」を解散しソロ活動を始めていたタケカワユキヒデが作曲を担当。シリーズとしては初めて主題歌制作に劇伴担当者が参加しない形となった。
タケカワは過去のスーパー戦隊シリーズの楽曲について「主題歌（の曲のテンポが）がとてつもなく速い」ことを認識していたと語っており、自身が手掛けた主題歌2曲に関しても「それまで書いたどの曲よりもテンポが速かった」と述べている。また、タケカワの息子たちはこれらの主題歌をタケカワ自身が歌うと思っており、後楽園ゆうえんちのステージで北原が主題歌を歌う姿を見た息子が、タケカワに「（主題歌を）歌わせてもらえなかったんだ……」と言ったというエピソードがある。
オープニングテーマ「超新星フラッシュマン」
作詞：園部和範 / 作曲：タケカワユキヒデ / 編曲：奥慶一 / 歌：北原拓
第14話より、ルーのみオープニング映像の紹介シーンの映像が差し替えられている。
エンディングテーマ「ファイティングポーズ、フラッシュマン」（1 - 49話）
作詞：及川恒平 / 作曲：タケカワユキヒデ / 編曲：奥慶一 / 歌：北原拓
最終回では使用されず、本編中に劇伴「追加M18」とともにスタッフロールが流れ番組は終了した。

挿入歌
「輝け! フラッシュキング」（第3〜7・9〜11・12・14・20・22・24・28・30話・劇場版1）
作詞：八手三郎 / 作曲・編曲：田中公平 / 歌：宮内タカユキ
「ハートは火花さ、フラッシュマン」（第3・4・6・11・22・29・35話・劇場版1）
作詞：園部和範 / 作曲・編曲：田中公平 / 歌：北原拓、こおろぎ'73、SHINES
第6話ではインストゥルメンタル版と併用して使用された。
「ボディアクション、ダンスじゃないわよ」（第5話）
作詞：冬杜花代子 / 作曲：タケカワユキヒデ / 編曲：田中公平 / 歌：サラ（中村容子）
第5話ではインストゥルメンタル版と併用して使用された。
「アクション, No.1」（第26話）
作詞：及川恒平 / 作曲・編曲：田中公平 / 歌：こおろぎ'73、SHINES、宮内タカユキ
第7話ではインストゥルメンタル版が使用された。
「ビートを合わせて今すぐに」（第32話）
作詞：冬杜花代子 / 作曲・編曲：田中公平 / 歌：宮内タカユキ、こおろぎ'73、SHINES
第14話ではインストゥルメンタル版が使用された。
「熱いハートのスペクトル」
作詞：及川恒平 / 作曲：タケカワユキヒデ / 編曲：有澤孝紀 / 歌：北原拓
「フラッシュマン魂」
作詞：園部和範 / 作曲・編曲：有澤孝紀 / 歌：北原拓
「ぼくはマグ」
作詞：冬杜花代子 / 作曲・編曲：田中公平 / 歌：マグ（丸山裕子）
第32話では前後奏のみ使用された。
「フラッシュマンの誓い」
作詞：園部和範 / 作曲：タケカワユキヒデ / 編曲：有澤孝紀 / 歌：北原拓
第30話ではインストゥルメンタル版が使用された。

## 放送日程
| 放送日         | 放送回 | サブタイトル                     | 登場怪人                                              | 脚本       | 監督       |
| -------------- | ------ | -------------------------------- | ----------------------------------------------------- | ---------- | ---------- |
| 1986年03月01日 | 1      | 急げ！地球を救え                 | - ザ・バラボス                                        | 曽田博久   | 堀長文     |
| 3月08日        | 2      | 見たか！巨大ロボ                 | - ザ・ズルルク                                        | 曽田博久   | 堀長文     |
| 3月15日        | 3      | 宿敵？ハンター！                 | - ザ・ザイモス - エイリアンハンター                   | 曽田博久   | 山田稔     |
| 3月22日        | 4      | マグは天才ロボ?!                 | - ザ・ギーライ                                        | 曽田博久   | 東條昭平   |
| 3月29日        | 5      | 女戦士に御用心！                 | - ザ・ゲルゾル                                        | 曽田博久   | 東條昭平   |
| 4月05日        | 6      | ほえろ！マシーン                 | - ザ・サイザー - 異常植物                             | 曽田博久   | 山田稔     |
| 4月12日        | 7      | 風船よ武器になれ                 | - ザ・ガリブル                                        | 藤井邦夫   | 山田稔     |
| 4月19日        | 8      | 父よ！母よ！妹よ                 | - ザ・ジーゲン                                        | 曽田博久   | 長石多可男 |
| 4月26日        | 9      | 時をかける博士                   | - ザ・ジーゲン（強化再生）                            | 曽田博久   | 長石多可男 |
| 5月03日        | 10     | 撃て！花少女の罠                 | - ザ・ガルバリ - 巨大植物                             | 藤井邦夫   | 東條昭平   |
| 5月10日        | 11     | ルーは獣戦士の母                 | - ザ・パワブル                                        | 曽田博久   | 東條昭平   |
| 5月17日        | 12     | 超パワー！ワンダ                 | - ザ・ギルギス                                        | 曽田博久   | 山田稔     |
| 5月24日        | 13     | 激闘！危うしジン                 | - ザ・ジルガル                                        | 藤井邦夫   | 山田稔     |
| 5月31日        | 14     | 恋?! ブンとスケ番                | - ザ・マシラス                                        | 井上敏樹   | 長石多可男 |
| 6月07日        | 15     | 巨大ロボ破れたり                 | - ザ・ズコンダ（A、B）                                | 曽田博久   | 長石多可男 |
| 6月14日        | 16     | 人間ミニミニ作戦                 | - サー・カウラー - ザ・ズコンダ分身体                 | 曽田博久   | 東條昭平   |
| 6月21日        | 17     | 謎の巨大暴走車！                 | - ザ・ジライカ                                        | 曽田博久   | 東條昭平   |
| 6月28日        | 18     | 大逆転！変身ロボ                 | - ザ・ジライカ                                        | 曽田博久   | 山田稔     |
| 7月05日        | 19     | バラキ決死の伝言                 | - ザ・ドレイク                                        | 曽田博久   | 山田稔     |
| 7月12日        | 20     | 復活！巨大ロボ！                 | - ザ・ブルザス                                        | 藤井邦夫   | 長石多可男 |
| 7月26日        | 21     | 悲しみのサラ                     | - ザ・ゾバルダ（演（ミラン）：河合宏）                | 島田満     | 長石多可男 |
| 8月02日        | 22     | SOS! 不死鳥！                    | - ザ・アルゴス - 不死鳥                               | 藤井邦夫   | 東條昭平   |
| 8月09日        | 23     | お願いドキドキ！                 | - ザ・ネンジキ                                        | 曽田博久   | 山田稔     |
| 8月16日        | 24     | オカルト夏休み                   | - 幽霊ズコンダ                                        | 曽田博久   | 長石多可男 |
| 8月23日        | 25     | 急げジン合体不能                 | - ザ・ダピラス                                        | 照井啓司   | 山田稔     |
| 8月30日        | 26     | 宇宙カボチャ料理                 | - ザ・グルメス（声 - 石渡康浩） - カボチャ人間        | 曽田博久   | 東條昭平   |
| 9月06日        | 27     | ダイ友情のパンチ                 | - ザ・ジャガン（演（若草リュウ）：海津亮介）          | 井上敏樹   | 長石多可男 |
| 9月13日        | 28     | 壮絶！炎のガルス                 | - レー・ガルス - 巨大ガルス - エネルギーフラワー      | 曽田博久   | 東條昭平   |
| 9月20日        | 29     | 妖獣士ワンダーラ                 | - ザ・ソードス - 妖獣士ワンダーラ（レー・ワンダ）     | 曽田博久   | 東條昭平   |
| 9月27日        | 30     | 怪奇ネフェルーラ                 | - ザ・ガンメル - 妖獣士ネフェルーラ（レー・ネフェル） | 曽田博久   | 山田稔     |
| 10月04日       | 31     | 消えた！5人の力（パワー）        | - ザ・ゴステロ                                        | 曽田博久   | 山田稔     |
| 10月11日       | 32     | すきすきマグすき                 | - ザ・ビーノン                                        | 曽田博久   | 長石多可男 |
| 10月18日       | 33     | パパは負けない！                 | - ザ・ウルキル                                        | 曽田博久   | 東條昭平   |
| 10月25日       | 34     | 激流に消えたブン                 | - ザ・マザラス                                        | 藤井邦夫   | 長石多可男 |
| 11月01日       | 35     | 星空のデュエット                 | - ザ・ガラバス                                        | 井上敏樹   | 東條昭平   |
| 11月08日       | 36     | ドッキリ不思議虫                 | - ザ・メタガス - メタガス虫                           | 曽田博久   | 山田稔     |
| 11月15日       | 37     | 幽霊の初恋                       | - ザ・デビルブ - 小悪魔                               | 藤井邦夫   | 長石多可男 |
| 11月22日       | 38     | ジンが死ぬ日?!                   | - ザ・ゼラギル                                        | 井上敏樹   | 長石多可男 |
| 11月29日       | 39     | 燃えろ怒りのサラ                 | - ザ・メノンガ                                        | 曽田博久   | 山田稔     |
| 12月06日       | 40     | 処刑都市XX（ダブルエックス）作戦 | - ザ・ゼーゲル - シベール                             | 長石多可男 | 長石多可男 |
| 12月13日       | 41     | 子供にされたダイ                 | - ザ・ブクロス                                        | 曽田博久   | 東條昭平   |
| 12月20日       | 42     | 泣くな！女戦士                   | - ザ・デスコン                                        | 曽田博久   | 東條昭平   |
| 12月27日       | 43     | カウラーの反逆！                 | - ザ・ギータン                                        | 曽田博久   | 長石多可男 |
| 1987年01月10日 | 44     | デウス獣戦士出現                 | - ザ・タフモス                                        | 曽田博久   | 東條昭平   |
| 1月17日        | 45     | 戦士よ地球を去れ                 | - ザ・キルトス                                        | 曽田博久   | 東條昭平   |
| 1月24日        | 46     | たった20日の命!!                 | - ザ・ネフルス                                        | 曽田博久   | 長石多可男 |
| 1月31日        | 47     | ワンダ！死の絶叫                 | - ザ・ワンダル                                        | 曽田博久   | 長石多可男 |
| 2月07日        | 48     | カウラーの最期!!                 | - ザ・ガルデス - サー・カウラー                       | 曽田博久   | 東條昭平   |
| 2月14日        | 49     | 逆襲ラー・デウス                 | - ザ・デウスーラ - 大帝ラー・デウス                   | 曽田博久   | 東條昭平   |
| 2月21日        | 50     | さらば！故郷の星                 | - ザ・デーモス - リー・ケフレン - レー・ネフェル      | 曽田博久   | 東條昭平   |

## 劇場版
超新星フラッシュマン （1986年3月15日公開）
監督：山田稔 脚本：曽田博久
登場獣戦士：ザ・ガラゴス
東映まんがまつりの一編として上映された。上映時間20分。撮影は第3話と併行して行われた。
超新星フラッシュマン 大逆転! タイタンボーイ!!（1987年3月14日公開）
監督：東條昭平 / 山田稔 脚本：曽田博久
第15話、第17話、第18話の再編集版。上映時間30分。東映まんがまつりの一編として、番組終了後に上映された。
『ゴレンジャー』や『バトルフィーバーJ』でも見られた、テレビシリーズの1エピソードのブローアップ版である。

## 放映ネット局
- 関東広域圏：テレビ朝日 ※キーステーション
- 北海道：北海道テレビ
- 青森県：青森放送
- 岩手県：岩手放送（現：IBC岩手放送、水曜 16:35 - 17:05[100]）
- 秋田県：秋田放送（水曜 17:00 - 17:25[101]）
- 山形県：山形放送
- 宮城県：東日本放送
- 福島県：福島放送
- 山梨県：山梨放送（金曜 17:30 - 18:00[102]）
- 新潟県：新潟テレビ21
- 長野県：テレビ信州
- 静岡県：静岡けんみんテレビ（現：静岡朝日テレビ）
- 富山県：北日本放送（木曜 17:00 - 17:30[102]）
- 福井県：福井テレビ（木曜 16:30 - 17:00[103]）
- 中京広域圏：名古屋放送
- 近畿広域圏：朝日放送（現：朝日放送テレビ、金曜 17:30 - 17:55（6日遅れネット[注釈 31]）[104]）
- 鳥取県・島根県：日本海テレビ（金曜 17:00 - 17:30[105]）
- 広島県：広島ホームテレビ
- 山口県：テレビ山口（月曜 17:30 - 18:00[106]）
- 徳島県：四国放送（土曜 17:00 - 17:30[106]）
- 香川県・岡山県：瀬戸内海放送
- 愛媛県：愛媛放送（現：テレビ愛媛、月曜 16:30 - 17:00[107]）
- 高知県：テレビ高知（水曜 16:30 - 17:00[107]）
- 福岡県：九州朝日放送
- 長崎県：長崎放送（金曜 17:20 - 17:50[108]）
- 熊本県：テレビ熊本（金曜 16:30 - 17:00[108]）
- 大分県：大分放送（月曜 17:20 - 17:50[109]、1986年10月20日から放送[110]）
- 宮崎県：宮崎放送（月曜 17:30 - 18:00[109]）
- 鹿児島県：鹿児島放送
- 沖縄県：琉球放送（金曜 16:55 - 17:25[111]）

## 映像ソフト化
いずれも発売元は東映ビデオ。
- DVDは2010年4月21日から8月6日にかけて、全5巻が発売された。テレビシリーズ全話の初ソフト化であり、各巻2枚組で10話収録。
- 2021年4月14日発売の「スーパー戦隊一挙見Blu-ray 1982 - 1986」に計7話[注釈 32]が収録されている[112]。
- 劇場版2作品はVHS（セル・レンタル共通）や、2003年7月21日発売のDVD-BOX「スーパー戦隊 THE MOVIE BOX」[113]および、2004年7月21日発売の「スーパー戦隊 THE MOVIE VOl.3」に収録されている。「スーパー戦隊 THE MOVIE Blu-ray BOX 1976-1995」（2011年6月21日発売）には1作目のみ収録。

## CS放送・ネット配信
CS放送
- 東映チャンネル
  - 2004年2月 - 8月(「スーパー戦隊ワールド」枠)
  - 2006年1月 - 4月（「アンコールアワー」枠）

ネット配信
- 東映特撮 YouTube Official
  - 2011年8月1日 - 2012年1月22日
  - 2019年6月15日 - 12月7日

## シリーズ内の他作品への登場
各作品における詳細はそれぞれの項目を参照。テレビシリーズのラストで、反フラッシュ現象によって地球にいられなくなった点については、いずれの作品でも特に言及されていない。
10大戦隊集合 頼むぞ！ターボレンジャー
『高速戦隊ターボレンジャー』の第1話として放送された特別編で、フラッシュマンの5人が登場。
スーパー戦隊大集合
『未来戦隊タイムレンジャー』第51話として放送された特別総集編。タイムレンジャー5人がタイムジェットで本作品の世界を見に来たという設定で、本作品の映像が流用されている。
『百獣戦隊ガオレンジャーVSスーパー戦隊』
『百獣戦隊ガオレンジャー』のスーパー戦隊Vシネマ作品で、レッドフラッシュおよびタンクコマンドが登場。
『海賊戦隊ゴーカイジャー』
関連する映画も含め、複数のキャラクターが同作品にて登場。
テレビシリーズ：ダイ（49話）
『ゴーカイジャー ゴセイジャー スーパー戦隊199ヒーロー大決戦』：フラッシュキング
『特命戦隊ゴーバスターズVS海賊戦隊ゴーカイジャー THE MOVIE』（同上）
『海賊戦隊ゴーカイジャー THE MOVIE 空飛ぶ幽霊船』：兵士ゾロー
『仮面ライダー×スーパー戦隊 スーパーヒーロー大戦』
『仮面ライダー×スーパー戦隊×宇宙刑事 スーパーヒーロー大戦Z』
スーパー戦隊シリーズと仮面ライダーシリーズのクロスオーバー作品。両作品共にフラッシュマンの5人が登場。
『スペース・スクワッド』
イエローフラッシュとピンクフラッシュが登場。
『機界戦隊ゼンカイジャー THE MOVIE 赤い戦い! オール戦隊大集会!!』
『機界戦隊ゼンカイジャー』の劇場作品。レッドフラッシュが登場。
『機界戦隊ゼンカイジャーVSキラメイジャーVSセンパイジャー』
ピンクフラッシュが登場。

## 韓国における人気
韓国では、外国映画のビデオソフトの制作会社であった大英ビデオプロダクション（大英パンダ社）が韓国公演倫理委員会（現在映像物等級委員会）の輸入審議を受け、文化公報部（現在文化体育観光部）の許可を得た上で本作品の吹き替え版ビデオソフトを制作。『地球防衛隊フラッシュマン』（지구방위대 후뢰시맨）のタイトルで1989年7月10日にリリースされ、人気を集めた。
リリース当時は、韓国での日本大衆文化の流入制限が行なわれていた時期でもあり、日本の実写ドラマの放送、ビデオソフトの発売などは許可されていなかった。大英パンダ社は巨大ロボット戦などの特撮シーンが含まれていることを利用し、当局に「アニメ」として申告して許可を得た結果、公式的に吹き替え版を制作することになる。
大英パンダ社は後になくなったが、2017年に復活し正式に東映とのDVD発売ライセンス契約を締結。これに伴い日本語版の映像を含めた正規版の吹き替え版DVD-BOXが、同社よりリリースされた。また同社からは本作品の吹き替え版DVD-BOXのリリース後、続編として制作された『超電子バイオマン』と『光戦隊マスクマン』の吹き替え版DVD-BOXも、ライセンス契約を経た上で相次いでリリースされている。本作品の人気を受け、大英パンダ社の社名を詐称し不法のDVDを販売していた会社もあったが、前述のDVD発売ライセンス契約締結の後、大英パンダ社から訴えられ当局の処分を受けた。
本作品が有名だったため、1994年に『マイティ・モーフィン・パワーレンジャー』が韓国放送公社から放送された時、韓国の団体YMCAでは『パワーレンジャー』が同じスーパー戦隊シリーズの『恐竜戦隊ジュウレンジャー』のリメイク版ということを知らず、「『パワーレンジャー』は暴力的であり、内容は『フラッシュマン』のパクリ」と主張したこともあった。このように韓国では「ヒーロー物＝フラッシュマン」という認識も強く、映画『青春漫画〜僕らの恋愛シナリオ〜』でクォン・サンウが着用したタイツ姿が「フラッシュマン」と称されたことがある。また、垂水が撮影で着用したレッドフラッシュの衣装がヤフオク!で韓国人により落札され、韓国内で文化財同様の扱いを受けたという逸話が存在する。吹替版ビデオのリリースから35年を経た2024年4月には、韓国の有志による企画のもと、本作品のファンミーティングイベントが開催された。
ジン役の垂水は、本作品が韓国で人気が出た理由として「フラッシュマンには主人公たちが親を探す設定が追加され、情を重視する韓国人にアピールできたのではないかと思う」と分析している。